# Lepoarctus coniferus
Lepoarctus coniferus är en djurart som tillhör fylumet trögkrypare, och som först beskrevs av Jeanne Renaud-Mornant 1975.  Lepoarctus coniferus ingår i släktet Lepoarctus och familjen Halechiniscidae. Inga underarter finns listade i Catalogue of Life.